# RCN2
RCN2 (англ. Reticulocalbin 2) – білок, який кодується однойменним геном, розташованим у людей на короткому плечі 15-ї хромосоми. Довжина поліпептидного ланцюга білка становить 317 амінокислот, а молекулярна маса — 36 876.
| 10         |  | 20         |  | 30         |  | 40         |  | 50         |
| ---------- |  | ---------- |  | ---------- |  | ---------- |  | ---------- |
| MRLGPRTAAL |  | GLLLLCAAAA |  | GAGKAEELHY |  | PLGERRSDYD |  | REALLGVQED |
| VDEYVKLGHE |  | EQQKRLQAII |  | KKIDLDSDGF |  | LTESELSSWI |  | QMSFKHYAMQ |
| EAKQQFVEYD |  | KNSDDTVTWD |  | EYNIQMYDRV |  | IDFDENTALD |  | DAEEESFRKL |
| HLKDKKRFEK |  | ANQDSGPGLS |  | LEEFIAFEHP |  | EEVDYMTEFV |  | IQEALEEHDK |
| NGDGFVSLEE |  | FLGDYRWDPT |  | ANEDPEWILV |  | EKDRFVNDYD |  | KDNDGRLDPQ |
| ELLPWVVPNN |  | QGIAQEEALH |  | LIDEMDLNGD |  | KKLSEEEILE |  | NPDLFLTSEA |
| TDYGRQLHDD |  | YFYHDEL    |  |            |  |            |  |            |

A: Аланін

C: Цистеїн

D: Аспарагінова кислота

E: Глутамінова кислота

F: Фенілаланін

G: Гліцин

H: Гістидин

I: Ізолейцин

K: Лізин

L: Лейцин

M: Метіонін

N: Аспарагін

P: Пролін

Q: Глутамін

R: Аргінін

S: Серин

T: Треонін

V: Валін

W: Триптофан

Кодований геном білок за функцією належить до фосфопротеїнів. 
Задіяний у такому біологічному процесі, як альтернативний сплайсинг. 
Білок має сайт для зв'язування з іонами металів, іоном кальцію. 
Локалізований у ендоплазматичному ретикулумі.